# Hagenwinkel 2 (Gernrode)

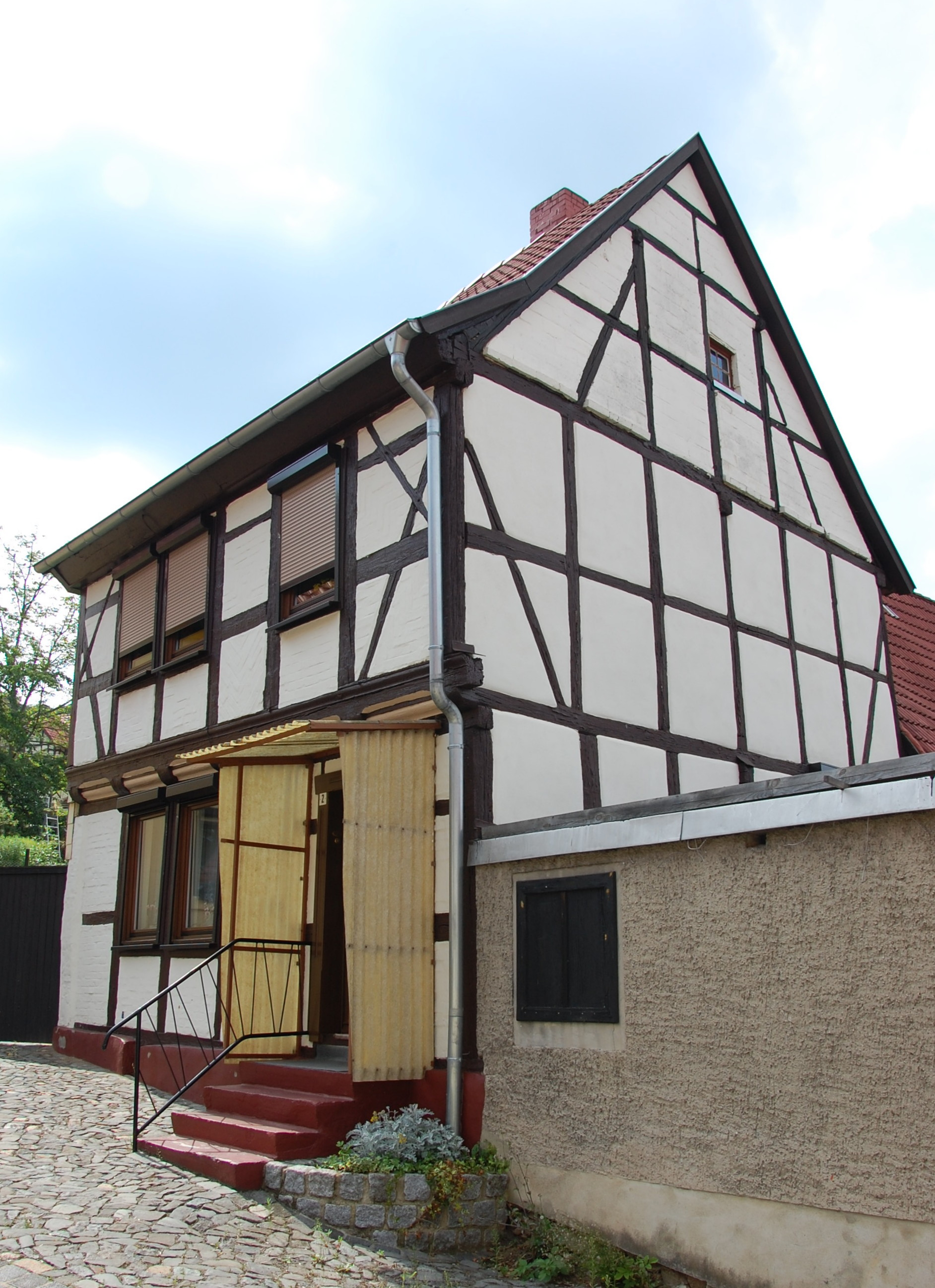
Haus Hagenwinkel 2

Das Haus Hagenwinkel 2 ist ein denkmalgeschütztes Gebäude im zur Stadt Quedlinburg in Sachsen-Anhalt gehörenden Ortsteil Stadt Gernrode.

## Lage
Es befindet sich im südlichen Teil des historischen Ortskern Gernrodes und ist im örtlichen Denkmalverzeichnis als Wohnhaus eingetragen.

## Architektur und Geschichte
Das zweigeschossige Fachwerkhaus wurde in der Zeit um 1680 errichtet. In den Eckgefachen des Fachwerks findet sich die Fachwerkfigur des Halben Manns. Darüber hinaus bestehen Füllhölzer und eine stark profilierte Stockschwelle. Die Gefache sind mit Zierausmauerungen versehen.